# Christendom in Henan
In de Chinese provincie Henan woont een van de grootste groepen christenen van Oost-Azië. Van alle Chinese provincies heeft Henan een van de hoogste percentages christenen. Er wordt geschat dat Henan enkele miljoenen christenen telt, van wie de meesten Chinese huiskerken bezoeken. De Henanse protestanten, waarvan velen op het platteland wonen, behoren tot de grootste protestantse gemeenschappen van het land. De Henan-Missie, tot 1925 van de Presbyteriaanse Kerk van Canada, werd opgericht in 1888. De door de Chinese overheid zo genoemde Shouters zijn actief in de provincie. Er is een Henan Bijbelschool.

## Vervolging
Er is sprake van christenvervolging. Tijdens de Bokseropstand werden christenen vermoord in Henan. Bisschop Li Hongye werd in 2001 in Luoyang gearresteerd. Op 6 augustus 2004 werden in Henan honderd huiskerkleden gearresteerd.

## Rooms-katholieke bisdommen met zetel in Henan
- Rooms-katholiek aartsbisdom Kaifeng
- Rooms-katholiek bisdom Luoyang
- Rooms-katholiek bisdom Nanyang
- Rooms-katholiek bisdom Weihui
- Rooms-katholiek bisdom Xinyang
- Rooms-katholiek bisdom Zhengzhou